# Simfonia n. 2 "Ciutat de Tarragona"
La Simfonia núm. 2 "Ciutat de Tarragona" és una obra de Joan Guinjoan per a orquestra composta entre l'any 1996 i 1998. Estrenada al Palau de la Música Catalana el 4 de desembre de 1998, va ser interpretada per l'Orquestra Simfònica de Barcelona i Nacional de Catalunya i en Cristian Mandeal en va ser el director. Aquesta peça va ser encarregada per l'Ajuntament de Tarragona i va tenir lloc en commemoració del 65è aniversari de l'autor, i estava dedicada a Montserrat Icart. La simfonia té una duració aproximada de 22 minuts i està editada per Tritó (Barcelona).